# Geostachys sumatrana
Geostachys sumatrana är en enhjärtbladig växtart som beskrevs av Theodoric Valeton. Geostachys sumatrana ingår i släktet Geostachys och familjen Zingiberaceae.
Artens utbredningsområde är Sumatera. Inga underarter finns listade i Catalogue of Life.